# Leucodon atrovirens
Leucodon atrovirens là một loài Rêu trong họ Leucodontaceae. Loài này được Nog. mô tả khoa học đầu tiên năm 1947.